# Mačkovski potok
 Mačkóvski potok (v spodnjem toku tudi Puconski potok) je levi pritok Ledave v ravninskem delu Prekmurja. Izvira v grapi v osrednjem delu Goričkega pri vasi Otovci in teče najprej proti jugovzhodu, nato po razmeroma široki dolini proti jugu skozi naselja Mačkovci, Dankovci, Moščanci in Vaneča. Pri Puconcih vstopi v prekmursko ravnino in nadaljuje tok proti jugu po umetno speljani strugi (Puconski kanal) do izliva v Ledavo malo pred Mursko Soboto. Pred regulacijami se je v Ledavo izlival dva kilometra niže, nasproti današnje soboške čistilne naprave.
Je največji pritok Ledave iz osrednjega dela Goričkega in v dobršnem delu teče po bolj ali manj naravni strugi, ki vijuga sem in tja po mestoma mokrotnem, sicer obdelanem in poseljenem dolinskem dnu. Na nekaj krajših odsekih je struga spremenjena v umetni kanal, deloma v okviru gradnje železniške proge Ormož–Hodoš v letih 1999–2001. Potok dobiva številne kratke pritoke z obeh strani, nekoliko večja sta le leva pritoka Hatav in Kmetov potok (tudi Kuštanovski potok), v ravninskem delu se vanj steka desni pritok Gruba.
Potok ima večino časa razmeroma malo vode, zato je tudi zelo občutljiv na različne vrste onesnaževanja. Ob močnejših lokalnih neurjih lahko hitro naraste in v manjšem obsegu povzroča poplave, ki se za kratek čas razlijejo po najnižjih delih dolinskega dna. Kar nekaj težav povzročajo večje vode v Puconcih, zato naj bi v srednjem toku zgradili dva manjša protipoplavna zadrževalnika.
V zgornjem in srednjem toku teče potok po krajinskem parku Goričko, ki je vključen tudi v območja Natura 2000, v teh delih živita v njem mdr. vidra (Lutra lutra) in ukrajinski potočni piškur (Eudontomyzon mariae).